# Edith Sitwell
Edith Sitwell   (Scarborough, 7 de setembre de 1887 - Hospital Saint Thomas, 9 de desembre de 1964) va ser una poeta modernista anglesa molt influent.
La seva obra es caracteritza per un continu intent de renovació, tot i que se sol emmarcar en el simbolisme. Formava part d'un reconegut cercle d'artistes londinenc del qual formaven part també els seus germans Osbert i Sacheverell. Era una gran defensora de les tendències innovadores en la poesia anglesa i es va oposar al que va considerar el convencionalisme de gran part dels poetes contemporanis que miraven cap enrere. Així, les obres de Sitwell són sovint experimentals, amb idees sorprenents, mirant sempre d'explorar les possibilitats del so, cercant ritmes i contrastos sorprenents al servei d'una emoció profunda.
Les seves sèries de poemes, conegudes com a Façade, solien recitar-se amb acompanyaments musicals, en algun cas de William Walton. Va escriure Street Songs (1942), Green Songs (1944) i Songs of the Cold (1945) durant la Segona Guerra Mundial. I casa seva es va convertir en un lloc de trobada per a joves escriptors com Dylan Thomas i Denton Welch. També va ajudar a publicar la poesia de Wilfred Owen després de la seva mort.
La seva única novel·la, Live under a Black Sun, basada en la vida de Jonathan Swift, es va publicar el 1937.
El 1930, Sitwell va publicar també biografies, entre les quals un estudi de 1930 sobre el poeta Alexander Pope, en el qual defensava la grandesa de Pope i l'identificava com un precursor del romanticisme, A Notebook of William Shakespeare (1948), i un guió sobre la infantesa de la reina Elizabeth I: A Fanfare for Elizabeth (1946). La seva autobiografia, Taken Care Of, es va publicar al 1965.
Al 1934 va rebre la medalla Benson de la Royal Society of Literature i va ser nominada al Premi Nobel de Literatura en tres ocasions (1955, 1958 i 1959).